# Amphiuma tridactylum
L'Anfiuma tridattilo (Amphiuma tridactylum Cuvier, 1827) è una grande salamandra della famiglia Amphiumidae, presente negli Stati Uniti centro-meridionali.

## Descrizione
Il corpo di A. tridactilum è lungo, grigio scuro, nero oppure bruno nella zona dorsale e grigio chiaro in quella ventrale; la coda è appiattita ai lati ed il corpo arriva a misurare 110 cm di lunghezza. Possiede tre dita sulle quattro piccole piccole zampe residuali. Gli occhi sono piccoli e senza palpebre.

## Distribuzione e habitat
A. tridactylum è presente negli Stati Uniti d'America. Nello specifico, la si trova nell'est del Texas, nel sud-est dell'Oklahoma, in Louisiana, Arkansas, nel Mississippi, in Alabama, nell'ovest del Tennessee, nell'ovest del Kentucky e nel Missouri meridionale.

## Biologia
Vive in fossati, paludi, corsi d'acqua e stagni, e nei periodi di siccità può sopravvivere nascosta nel fango. Come le altre specie Amphiuma, è attiva soprattutto di notte e la dieta è carnivora; si nutre di vermi e gamberi. Il suo morso è doloroso.  La stagione riproduttiva avviene inverno e primavera.